# Лозко Лозев
Лозко Стефанов Лозев е български инженер и политик от „Продължаваме промяната“. Народен представител в XLVII народно събрание.

## Биография
Лозко Лозев е роден на 14 март 1990 г. в град Хасково, Народна република България.
До края на 2021 г. е главен инженер на ВиК – Хасково.
На парламентарните избори през ноември 2021 г. като кандидат за народен представител е 5-ти в листата на „Продължаваме промяната“ за 29 МИР Хасково, но не е избран. На 22 декември 2021 г. става народен представител, на мястото на Атанас Атанасов.